# Штыгашев, Владимир Николаевич
Влади́мир Никола́евич Штыга́шев (род. 18 октября 1939, Таштып, Красноярский край) — российский политический деятель. Председатель Верховного Совета Республики Хакасия с 4 февраля 1992 года по 22 сентября 2023 года. Состоял в партии «Единая Россия», но вышел из неё в 2023 году. С июня 2023 года член партии КПРФ.

## Биография
Родился 18 октября 1939 года в селе Таштып Таштыпского района Хакасии. По национальности хакас. Трудовую деятельность после окончания средней школы в 1957 году начал рабочим Анзасской геологоразведочной экспедиции, затем работал участковым инспектором Абазинского поселкового отделения милиции.
Окончил юридический факультет Томского госуниверситета по специальности «Правоведение». Работал старшим оперуполномоченным и заместителем начальника отдела милиции, следователем прокуратуры Таштыпского района.
Избирался первым секретарем Усть-Абаканского райкома ВЛКСМ, вторым и первым секретарем Хакасского обкома ВЛКСМ с 1971 года.
Затем — заведующий отделом административных и торговофинансовых органов Хакасского обкома КПСС, первый секретарь Аскизского райкома КПСС (1978—1982).
В 1982—1988 годах — председатель исполкома Совета народных депутатов Хакасской автономной области, заместитель председателя исполкома Красноярского краевого Совета народных депутатов.
С 1985 по 1990 годы являлся депутатом Верховного Совета РСФСР и заместителем председателя Верховного Совета РСФСР.
В 1989—1990 годах работал старшим научным сотрудником Хакасского научно-исследовательского института языка, литературы и истории.
В 1990—1992 годах — председатель Совета народных депутатов Хакасской автономной области.
С 1991 года — депутат Верховного Совета провозглашенной Хакасской ССР. Активно выступал за государственный суверенитет Хакасии и придание ей статуса республики в составе РФ.
В 1992 году избран Председателем Верховного Совета Республики Хакасия.
В 1990—1993 годах — народный депутат РФ. 
В 1996—2001 годах — член Совета Федерации Федерального Собрания РФ по должности. Работал в комитете по вопросам безопасности и обороны, был постоянным представителем Совета Федерации в конгрессе местных и региональных властей в Европе.
В 1993 году во время конфликта между исполнительной и законодательной ветвями власти стал на сторону Съезда народных депутатов и Верховного Совета РФ. Во время столкновений 3—4 октября находился в Москве, выступал за примирение сторон, участвовал в миротворческой акции глав регионов.
После появления в Хакасии партии «Единая Россия» решил возглавить её фракцию в региональном парламенте.

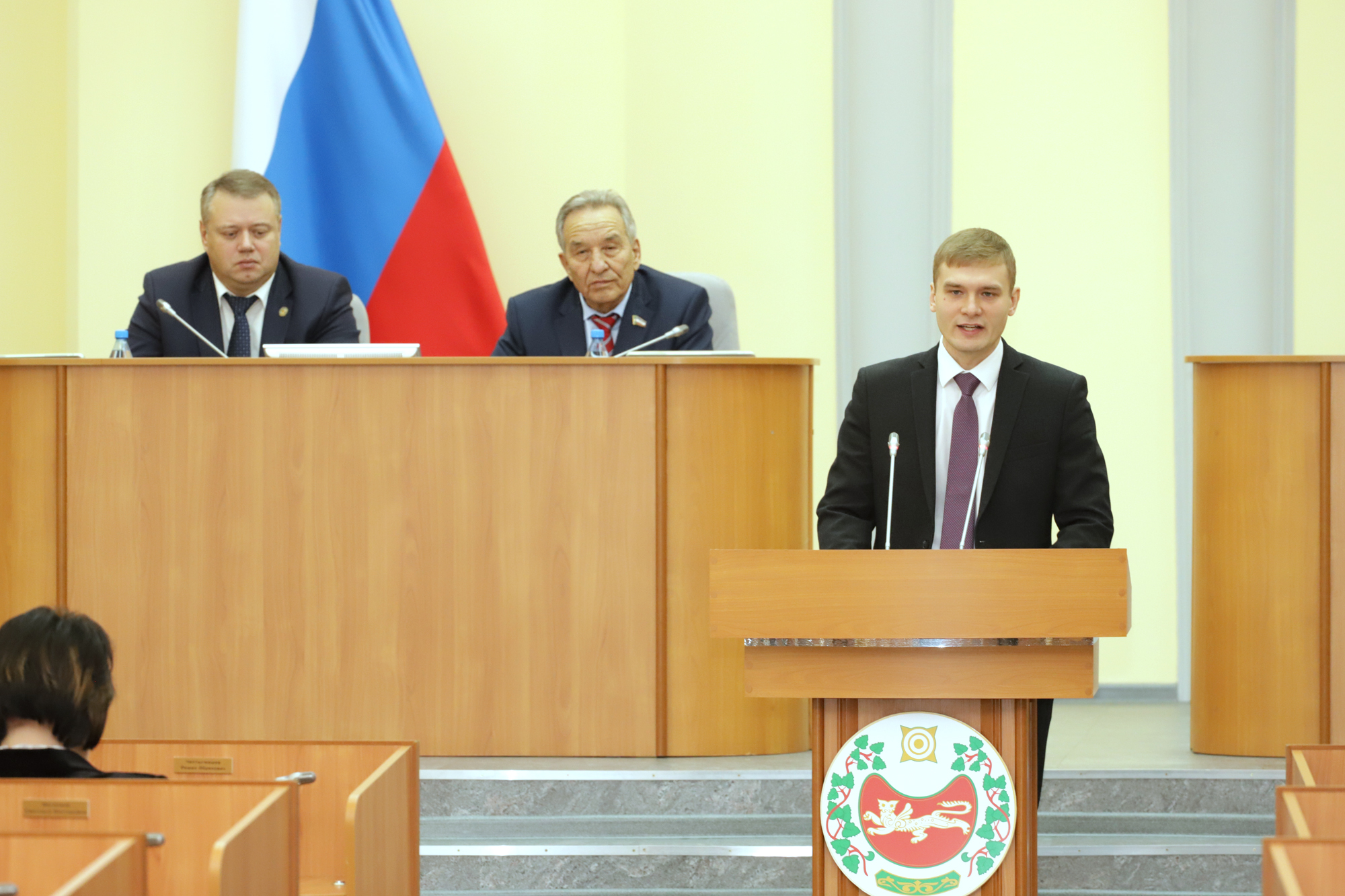
Владимир Штыгашев на церемонии вступления в должность Главы Республики Хакасия Валентина Коновалова,
15 ноября 2018 года

В 2013 и в 2018 годах вновь был избран Председателем Верховного Совета Республики Хакасия на 5 лет. Критически высказался о некоторых действиях молодого главы республики от КПРФ.
Летом 2023 года вышел из «Единой России». Как утверждают в партии, «не вписался» в обновленные партийные структуры.
Почётный доктор наук Хакасского государственного университета (ХГУ) им. Н. Ф. Катанова, член Учёного совета ХГУ им. Н. Ф. Катанова.
Увлечения: горный и водный туризм, охота, рыбная ловля.
Вдовец, две дочери.
В июне 2023 года вступил в КПРФ.
Доверенное лицо кандидата на пост главы республики Хакасия в сентябре 2023 года Валентина Коновалова от КПРФ. Включен вторым номером в общереспубликанский список кандидатов в депутаты Верховного Совета Хакассии от КПРФ на выборах 2023 года
В апреле 2024 года указом главы республики Хакасия назначен государственным советником.

## Награды
- Орден «Знак Почёта» (1971);
- Орден Дружбы (18 октября 1999 года) — за многолетний добросовестный труд и большой вклад в укрепление дружбы и сотрудничества между народами[7];
- Почётная грамота Президента Российской Федерации (30 июля 2010 года) — за заслуги в законотворческой деятельности и многолетнюю добросовестную работу[8];
- Орден святого благоверного князя Даниила Московского II степени[9];
- Орден «За заслуги перед Отечеством» IV степени (17 августа 2017 года) — за большой вклад в укрепление российской государственности и многолетнюю добросовестную работу[10].

## Собственность
Председатель ВС РХ Владимир Штыгашев заработал в 2021 году 4 млн 371 тыс. руб. (2020г. – 4 млн 299 тыс. руб.). В собственности: участок под гараж (24,3 кв. м), гараж (27,9 кв. м), квартира (безвозмездное пользование – 106 кв. м).